# Ikaztegieta (przystanek kolejowy)
Ikaztegieta (hiszp: Estación de Icazteguieta, bask: Ikaztegietako geralekua) – przystanek kolejowy w miejscowości Itsasondo, w prowincji Gipuzkoa, we wspólnocie autonomicznej Kraj Basków, w Hiszpanii. Jest obsługiwany przez pociągi linii C-1 Cercanías San Sebastián.

## Położenie stacji
Znajduje się na 590,195 km linii Madryt – Hendaye rozstawu normalnotorowego, na wysokości 109 m n.p.m. Linia jest dwutorowa i zelektryfikowana.

## Historia
Przystanek kolejowy został otwarty w dniu 20 sierpnia 1863 wraz z odcinkiem Beasain-San Sebastián linii Madryt-Hendaye. Linię wybudowała Compañía de los Caminos de Hierro del Norte de España. Spółka zarządzała linią do 1941 roku kiedy nastąpiła nacjonalizacja kolei w Hiszpanii i włączono ją do nowo utworzonego RENFE.
Od 31 grudnia 2004 infrastrukturą kolejową zarządza Adif.

## Linie kolejowe
- Madryt – Hendaye